# Станиславски, Хольгер
Хольгер Станиславски (нем. Holger Stanislawski; 26 сентября 1969, Гамбург) — немецкий футболист польского происхождения, футбольный тренер. Играл на позиции защитника.

## Игровая Карьера
Хольгер начал заниматься футболом в восемь лет в школе «Брамфельдер». Пройдя школу «Гамбурга», Хольгер стал играть в клубе «Конкордия», который в 1992 году выиграл Версбаденлигу Гамбург.
Там его заприметили тренеры «Санкт-Паули», и в скором времени Хольгер стал игроком «пиратов». Дебют его состоялся 27 июля 1993 года в гостевом поединке первого тура Второй Бундеслиги против «Хомбурга», который завершился поражением со счётом 1:2. Хольгер вышел в основном составе, провёл на поле весь матч и отметился забитым голом. Он провёл в клубе 11 сезонов, сыграл 257 матчей и забил 18 мячей, выступая на позиции либеро — Станиславски считается одним из легендарных игроков «портовиков».
9 августа 2003 года Хольгер получили серьёзную травму колена в домашнем поединке против «Пройссен Мюнстер», который закончился вничью 1:1. Лечение заняло много времени и 30 мая 2004 года Хольгер появился на поле вновь, в матче 33-го тура против «Юрдинген 05». Поединок закончился вничью 1:1, Хольгер вышел на замену на 79-й минуте под аплодисменты трибун. Это был его последний матч в карьере.

## Тренерская карьера
После окончания карьеры стал спортивным директором команды. 21 ноября 2006 года, после ухода с поста главного тренера Андреаса Бергмана, он вместе со своим другом и помощником Андре Трульсеном стал главным тренером команды. В том сезоне «Санкт-Паули» удалось выйти во вторую Бундеслигу, вследствие чего с Хольгером был продлён контракт до 30 июня 2009 года. Однако так как у него не было лицензии, на сезон 2007/2008 Трульсен и Хольгер поменялись местами. Официально главным тренером был Андре, однако руководил командой Хольгер. В течение сезона Станиславски прошёл курсы на получение тренерской лицензии класса В, также в это время он продолжал быть спортивным директором команды, пока в марте 2008 его не заменил Хельмут Шульте.
В сезоне 2008/09 Хольгер вновь официально стал главным тренером и получил уже тренерскую лицензию класса А. А в сезоне 2009/10 Хольгер вывел Санкт-Паули впервые за много лет в Бундеслигу. И хотя Санкт-Паули задержаться в ней не смогла и вылетела по итогам сезона, Хольгеру был предложен пост главного тренера «Хоффенхайма», который он занял летом 2011 года, как всегда вместе со своим помощником Андре Трульсеном.. 9 февраля 2012 года уволен со своего поста.
14 мая 2012 года Станиславски назначен новым главным тренером «Кёльна». 19 мая 2013 года, после окончания последнего матча сезона против «Ингольштадт 04».
В настоящее время работает футбольным экспертом на телеканале ZDF.